# City-Pier-City Loop 1978
De vierde editie van de City-Pier-City Loop vond plaats op zondag 8 april 1978.
De wedstrijd werd gewonnen door de West-Duitser Wolf-Dieter Poschmann. Tijdens de eindsprint in de Haagse straten bleef hij de Engelsen Trevor Wright en Colin Taylor voor. De West-Duitse kampioen en winnaar van de vorige editie Joachim Schirmer ontbrak dit jaar wegens een blessure. De Nederlanders speelden met een tiende plaats (Barry Kneppers) als beste resultaat geen rol van betekenis.
Er namen dit jaar geen vrouwen deel aan het evenement.

## Uitslagen
| rang   | naam                  | land | tijd     |
| ------ | --------------------- | ---- | -------- |
| Goud   | Wolf-Dieter Poschmann | GER  | 1:03.36  |
| Zilver | Trevor Wright         | ENG  | 1:03.40  |
| Brons  | Colin Taylor          | ENG  | 1:03.42  |
| 4      | Jan Fjaerestad        | NOR  | 1:03.45  |
| 5      | Graham Taylor         | ENG  | 1:04.06  |
| 6      | Michael Hurd          | ENG  | 1:04.30  |
| 7      | Günther Mielke        | GER  | 1:04.41  |
| 8      | Maxwell Coleby        | ENG  | 1:04.47  |
| 9      | Armand Parmentier     | BEL  | 1:05.52  |
| 10     | Barry Kneppers        | NED  | 1:06.21  |
| 11     | Jacques Valentin      | NED  | onbekend |
| 12     | Wolfgang Siefert      | GER  | 1:07.02  |
| 13     | Ernst Larsen          | NOR  | onbekend |
| 14     | Henry Olsen           | NOR  | onbekend |
| 16     | Martin Beck           | NED  | onbekend |
| 21     | Henk Nugteren         | NED  | onbekend |
| 25     | Henk Mentink          | NED  | 1:09.46  |

1975 ·
1976 ·
1977 ·
1978 ·
1979 ·
1980 ·
1981 ·
1982 ·
1983 ·
1984 ·
1985 ·
1986 ·
1987 ·
1988 ·
1989 ·
1990 ·
1991 ·
1992 ·
1993 ·
1994 ·
1995 ·
1996 ·
1997 ·
1998 ·
1999 ·
2000 ·
2001 ·
2002 ·
2003 ·
2004 ·
2005 ·
2006 ·
2007 ·
2008 ·
2009 ·
2010 ·
2011 ·
2012 ·
2013 ·
2014 ·
2015 ·
2016 ·
2017 ·
2018 ·
2019 (afgelast) ·
2020 ·
2021 (afgelast) ·
2022 ·
2023 ·
2024